# جوني موريسون
جوني موريسون (بالإنجليزية: Johnny Morrison)‏ (26 مارس 1911 في المملكة المتحدة - 1984) هو لاعب كرة قدم بريطاني (وحمل سابقاً جنسية المملكة المتحدة لبريطانيا العظمى وأيرلندا) في مركز الهجوم. لعب مع توتنهام هوتسبير وNorthfleet United F.C. ‏.